# Derrick Brew
Derrick Brew, född 28 december 1977, är en amerikansk friidrottare (kortdistanslöpare).
Brews största framgångar har varit som en del av det amerikanska stafettlaget på 4 × 400 meter som dominerat stort under 2000-talet. Brew var med och vann VM-guld såväl 2001 som 2005. Även 2003 slutade USA först men då det senare framkom att Calvin Harrison varit dopad fråntogs USA segern och tvåan Frankrike dömdes som segrare. Brew deltog även vid OS 2004 där han var med i det amerikanska stafettlag på 4 × 400 meter som tog guld och dessutom blev han trea individuellt på 400 meter efter landsmännen Jeremy Wariner och Otis Harris. 

## Personliga rekord
- 200 meter - 20,42
- 400 meter - 44,29